# Eremobelba minuta
Eremobelba minuta är en kvalsterart som beskrevs av Aoki och Wen 1983. Eremobelba minuta ingår i släktet Eremobelba och familjen Eremobelbidae. Inga underarter finns listade i Catalogue of Life.